# Viktor Daněk
Viktor Daněk (* 1989 Bruntál) je český novinář, analytik a vysokoškolský učitel, v letech 2017 až 2018 zahraniční zpravodaj Českého rozhlasu v Polsku a v letech 2018 až 2023 pak v Bruselu. Od roku 2023 je zástupcem ředitele Institutu pro evropskou politiku EUROPEUM.

## Život
V letech 2008 až 2012 vystudoval mediální studia na Fakultě sociálních věd Univerzity Karlovy v Praze (získal titul Bc.), a v letech 2014 až 2017 úspěšně vystudoval mezinárodní vztahy a evropská studia na Metropolitní univerzitě Praha (získal titul Mgr).
Pracovní kariéru začínal v letech 2010 až 2011 jako PR a marketingový specialista ČVUT v Praze, v letech 2011 až 2012 se pak živil jako marketingový koordinátor Penzijního fondu České spořitelny. Mezi roky 2013 a 2014 byl analytikem obchodního výkaznictví České spořitelny.
V únoru 2014 začal působit v Českém rozhlase jako redaktor zahraničního zpravodajství, kromě jiného se zabýval tématy souvisejícími s Evropskou unií a spolumoderoval pořad Evropa Plus. Od srpna 2017 do července 2018 byl zahraničním zpravodajem Českého rozhlasu ve Varšavě v Polsku, od srpna 2018 působil jako zahraniční zpravodaj Českého rozhlasu v Bruselu v Belgii.
Od roku 2022 byl spoluautorem a moderátorem podcastu „Bruselské chlebíčky“. Za rozhovor o slábnoucím vlivu Německa na unijní politiku byl nominován na Česko-německou novinářskou cenu 2023. Na konci ledna 2023 ukončil své působení na postu zahraničního zpravodaje Českého rozhlasu v Bruselu, ve funkci jej vystřídala Zdeňka Trachtová. Po návratu do Prahy se stal politickým reportérem v domácí redakci. Na konci září 2023 se rozhodl z Českého rozhlasu odejít a ukončil tak i spolumoderování podcastu „Bruselské chlebíčky“.
Od října 2023 se stal zástupcem ředitele Institutu pro evropskou politiku EUROPEUM. V publicistické činnosti pokračuje na volné noze jako komentátor a analytik, spolupracuje například s deníkem Právo. Zajímá se o institucionální otázky evropské integrace, globalizaci a o evropskou klimatickou a migrační politiku. Od roku 2024 přednáší žurnalistiku na Fakultě sociálních věd Univerzity Karlovy v Praze.
V květnu 2025 publikoval knihu rozhovorů s Věrou Jourovou nazvanou Bohové, mlíkař a já, ve které zhodnotil její desetileté působení ve vysoké evropské politice, spolupráci s Andrejem Babišem nebo její trestní kauzu.